# Darvis Patton
Darvis Patton, född den 4 december 1977, är en amerikansk friidrottare som tävlar i kortdistanslöpning.
Patton började sin karriär som längdhoppare och hoppade som längst 8,12 meter. Vid VM 2003 deltog han på 200 meter här han slutade tvåa slagen med en hundradel av landsmannen John Capel. Han deltog även i det amerikanska stafettlag som vann guld på 4 x 100 meter. 
Patton deltog vid Olympiska sommarspelen 2004 där han sprang i försöken för det amerikanska stafettlag som senare blev silvermedaljörer på 4 x 100 meter. Nästa mästerskap för Patton blev VM 2007 där han bara deltog i stafetten på 4 x 100 meter och där det återigen blev guld. 
Patton kvalificerade sig till OS 2008 genom att springa på 9,89 på de amerikansa uttagningarna inför OS på 100 meter. Väl i Peking slutade han sist i finalen på 100 meter. 
Patton deltog vid VM 2009 i Berlin där han tog sig till final på 100 meter men slutade sist i finalen. Han avslutade friidrottsåret 2009 med att bli trea vid IAAF World Athletics Final 2009.

## Personliga rekord
- 100 meter - 9,89 från 2008